# Libereci járás

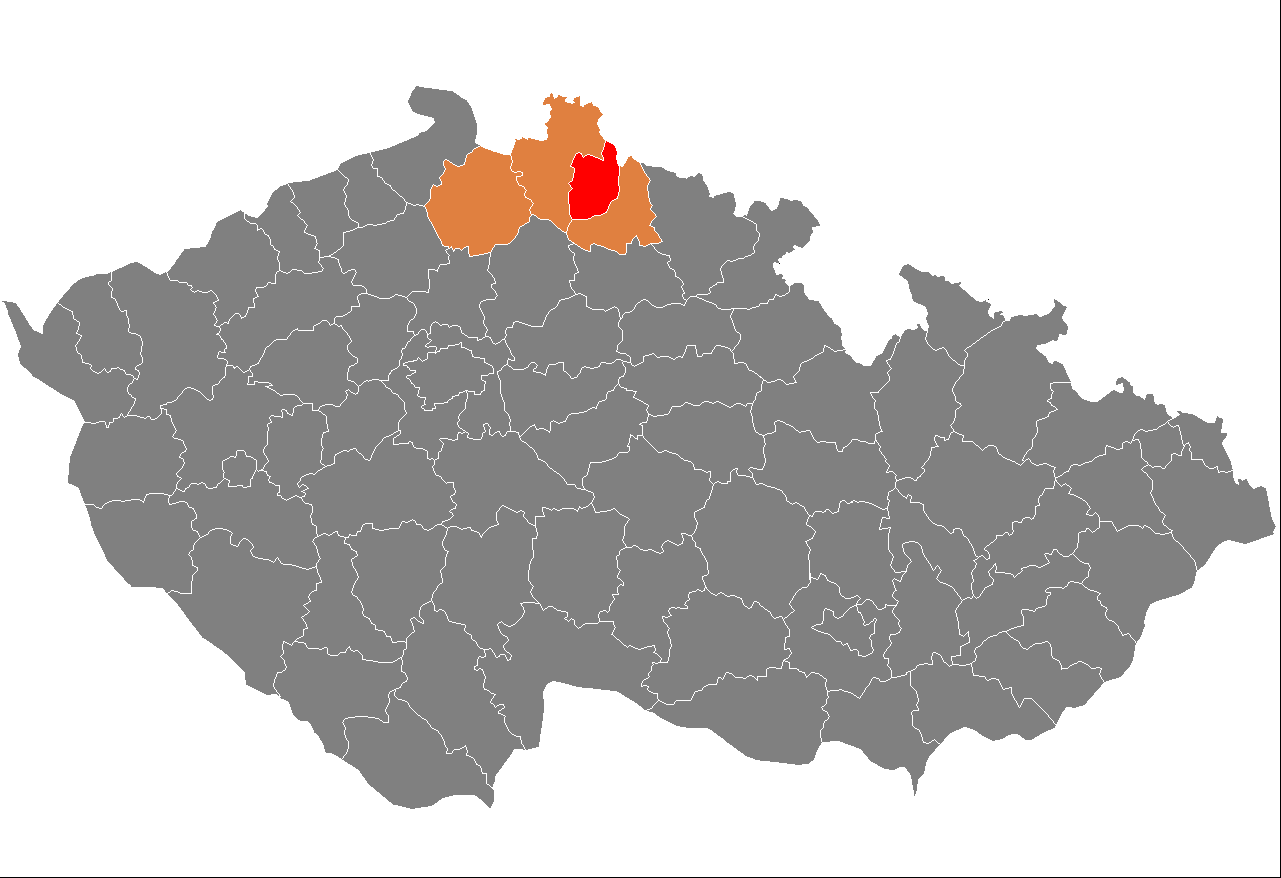
A Libereci járás

A Libereci járás (csehül: Okres Liberec) közigazgatási egység Csehország Libereci kerületében. Székhelye Liberec. Lakosainak száma 174 518 fő (2009). Területe 988,87 km².

## Városai, mezővárosai és községei
A városok félkövér, a mezővárosok dőlt, a községek álló betűkkel szerepelnek a felsorolásban.
Bílá •
Bílý Kostel nad Nisou •
Bílý Potok •
Bulovka •
Černousy •
Český Dub •
Cetenov •
Chotyně •
Chrastava •
Čtveřín •
Dětřichov •
Dlouhý Most •
Dolní Řasnice •
Frýdlant •
Habartice •
Hejnice •
Heřmanice •
Hlavice •
Hodkovice nad Mohelkou •
Horní Řasnice •
Hrádek nad Nisou •
Jablonné v Podještědí •
Janovice v Podještědí •
Janův Důl •
Jeřmanice •
Jindřichovice pod Smrkem •
Kobyly •
Krásný Les •
Křižany •
Kryštofovo Údolí •
Kunratice •
Lažany •
Lázně Libverda •
Liberec •
Mníšek •
Nová Ves •
Nové Město pod Smrkem •
Oldřichov v Hájích •
Osečná •
Paceřice •
Pěnčín •
Pertoltice •
Příšovice •
Proseč pod Ještědem •
Radimovice •
Raspenava •
Rynoltice •
Šimonovice •
Soběslavice •
Stráž nad Nisou •
Světlá pod Ještědem •
Svijanský Újezd •
Svijany •
Sychrov •
Višňová •
Vlastibořice •
Všelibice •
Žďárek •
Zdislava

## Fordítás
- Ez a szócikk részben vagy egészben  a   Liberec District című angol Wikipédia-szócikk ezen változatának fordításán alapul.  Az eredeti cikk szerkesztőit annak laptörténete sorolja fel. Ez a jelzés csupán a megfogalmazás eredetét és a szerzői jogokat jelzi, nem szolgál a cikkben szereplő információk forrásmegjelöléseként.
- Ez a szócikk részben vagy egészben  az   Okres Liberec című cseh Wikipédia-szócikk ezen változatának fordításán alapul.  Az eredeti cikk szerkesztőit annak laptörténete sorolja fel. Ez a jelzés csupán a megfogalmazás eredetét és a szerzői jogokat jelzi, nem szolgál a cikkben szereplő információk forrásmegjelöléseként.